# Japanagromyza duchesneae
Japanagromyza duchesneae este o specie de muște din genul Japanagromyza, familia Agromyzidae. A fost descrisă pentru prima dată de Mitsuhiro Sasakawa în anul 1954. Conform Catalogue of Life specia Japanagromyza duchesneae nu are subspecii cunoscute.